# Argalo
Argalo (in greco antico: Ἄργαλος?) è un personaggio della mitologia greca, terzo re di Sparta.
Argalo era figlio primogenito ed erede del re di Sparta Amicla e, presumibilmente, di sua moglie Diomeda. I suoi fratelli erano Cinorta, Giacinto, Polibea, Laodamia, (o Leanira) e secondo altre versioni, Dafne.
Argalo non ebbe figli e per questo motivo il suo successore sul trono di Sparta fu il fratello Cinorta. Secondo altre versioni, invece, Argalo ebbe come figlio Ebalo, che divenne anch'egli re di Sparta, ma non immediatamente dopo il padre, bensì come sesto re.